# Bảo tàng Lực lượng trên bộ
Bảo tàng Lực lượng trên bộ (tiếng Ba Lan: Muzeum Wojsk Lądowych), tên gọi trước năm 2010 là Bảo tàng Quân sự Pomeranian, là một bảo tàng tọa lạc tại số 2 phố Czerkaska, Bydgoszcz, Ba Lan. Hoạt động của bảo tàng này tập trung vào việc giới thiệu lịch sử quân sự của Pomerania và Kujawy từ Cuộc nổi dậy của tỉnh Wielkopolskie diễn ra trong hai năm 1918 và 1919. Ngoài ra, bảo tàng còn tổ chức các cuộc triển lãm về các bộ sưu tập thiết bị và vũ khí của bộ binh và quân đội cơ giới.

## Lịch sử
Bảo tàng kế thừa truyền thống của một bảo tàng quân sự tồn tại trước Chiến tranh thế giới thứ hai, bảo tàng này hoạt động từ năm 1928 và bố trí triển lãm bên trong khuôn viên của Trường Thiếu sinh quân ở số 190 phố Gdańsk ngày nay.
Bảo tàng Truyền thống Quân khu Pomeranian được thành lập vào năm 1973, đảm nhiệm chức năng hội trường truyền thống cho đến năm 1989. Ba năm sau, bảo tàng này trở thành một cơ sở nghiên cứu. Bảo tàng được đổi tên thành Bảo tàng Quân sự Pomeranian ở Bydgoszcz vào ngày 31 tháng 12 năm 2003, và lấy tên hiện tại từ năm 2010.